# Abyssmal Sorrow
Abyssmal Sorrow – zespół muzyczny z Australii, grający black/funeral doom metal.

## Dyskografia
- Abyssmal Sorrow (2007) (EP)
- Lament (2008)